# Unalga (Isole Delarof)
Unalga (in lingua aleutina Unalĝa) è una delle isole Delarof, un piccolo sottogruppo delle isole Andreanof, nell'arcipelago delle Aleutine; si trova nel mare di Bering a sud di Gareloi, circa 15 km ad ovest di Kavalga ed appartiene all'Alaska (USA). L'isola, che ha un diametro di poco più di un chilometro, non va confusa con l'omonima Unalga che si trova tra le isole di Akutan e Unalaska, nel gruppo delle Fox.